# Otto P. Balle
Otto Petersen Balle (17. april 1865 på Tørslevgård, Estruplund Sogn – 29. juni 1916 i København) var en dansk maler
Balle blev støttet af Ludvig Kabell og Otto Bache, og derfor besluttede han sig for at blive kunstner. På Kunstakademiet uddannedes han under Frederik Vermehren og Carl Bloch. Balles værker er især landskabsmalerier der er inspireret af P.C. Skovgaard, J.Th. Lundbye og Vilhelm Kyhn. Balle skrev ofte som kunstkritiker og indlæg i sager, som havde hans interesse. Han var sekretær for malersektionen i Kunstnerforeningen af 18. november og medlem af bestyrelsen i Danmarks Naturfredningsforening.

## Ekstern henvisning
- Otto P. Balle på Kunstindeks Danmark/Weilbachs Kunstnerleksikon

- Wikimedia Commons har flere filer relateret til Otto P. Balle